# Trollstigen

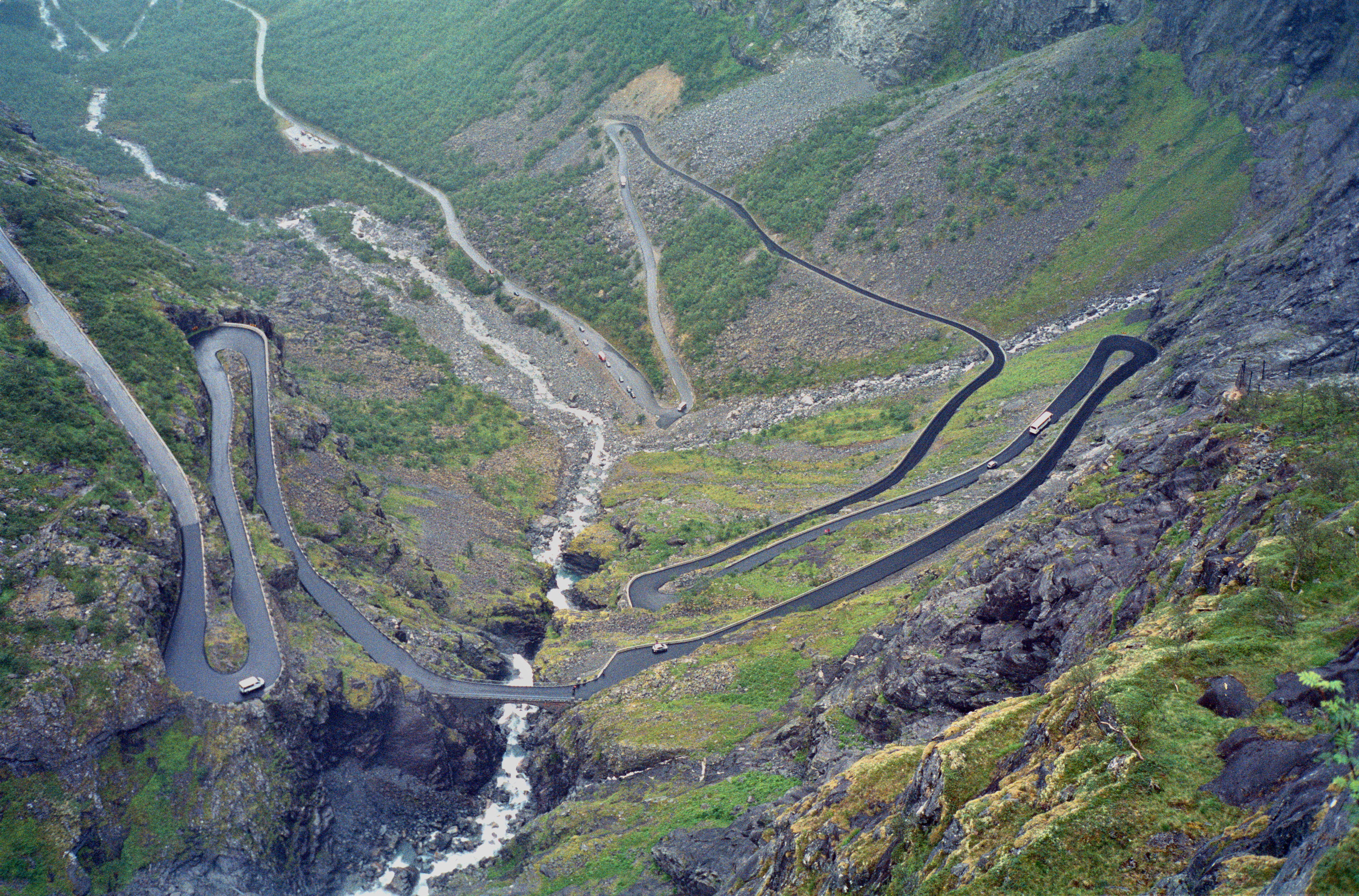
Trollstigen nell'agosto 2004 (prima dei lavori di ampliamento).

Trollstigen (Il cammino dei troll tradotto in italiano) è una strada di montagna presso Rauma, a sud di Åndalsnes, nella contea di Møre og Romsdal, in Norvegia. Dichiarata il 16 giugno 2012 Strada Turistica Nazionale, presenta 11 tornanti, una pendenza del 12% ed una sola corsia per quasi tutto il percorso. Durante la stagione turistica, può essere attraversata anche da 2500 veicoli in un giorno solo; in tutta l'estate 2012, vi sono transitati 161.421 veicoli, in aumento rispetto ai 155.230 del 2009.
Sebbene molti tornanti siano stati ampliati tra il 2005 ed il 2012, i veicoli oltre i 12,4 metri non possono circolare sulla strada; va però altresì ricordato che nel 2011 e nel 2012 gli autobus fino a 13,1 metri hanno potuto viaggiare temporaneamente sulla strada stessa. Presso l'altopiano collocato a 700 metri, vi sono un parcheggio e diversi balconi che si affacciano sulle curve e la cascata Stigfossen.
Generalmente, la Trollstigen è chiusa da fine autunno a primavera inoltrata. La strada resta quindi operativa tendenzialmente da metà maggio a ottobre, ma questo dipende dalle condizioni climatiche, che possono ampliare o ridurre tale periodo.

## Storia
Nel 1905 fu rilasciata una licenza per la costruzione di un sentiero per cavalli sullo Stigfjellet, il cosiddetto sentiero Kløvstien. Tuttavia, già a quei tempi si pensava di costruire una strada che potesse collegare Sylte e Rauma. Sebbene molti abitanti locali pensassero che fosse un'idea folle costruire una strada sullo Stigfjellet, nel 1916 lo Storting diede l'autorizzazione a farlo e i lavori cominciarono pochi anni dopo.
L'opera cominciò nel 1928 e fu subito ostacolata dalla ripidità dei monti, dal rischio di frane, dalla frequenza di allagamenti e tempeste. Inoltre, a causa del lungo inverno, i lavori da novembre ad aprile erano praticamente sempre fermi. Dopo otto anni, però, la nuova strada, a cui fu dato il nome di Trollstigen, fu inaugurata il 31 luglio 1936 da Haakon VII.
Tuttavia, i motivi alla base della scelta di costruire questa strada vanno ricercati nel turismo, che in questa zona cominciò a crescere dalla fine del XIX secolo. Per motivi di marketing, alle montagne intorno a Trollstigen furono dati nuovi nomi come Kongen (Il re), Dronningen (la regina), Bispen (il vescovo) e Trollveggen (la Parete del Troll), mentre la cascata Knivsflåfossen a Geiranger fu rinominata Syv Søstre (le Sette Sorelle).
Tra il 2005 e il 2012 furono realizzati dei lavori per ampliare i tornanti, e al termine di questi fu realizzato anche un museo. La strada fu quindi dichiarata Strada Nazionale Turistica da Magnhild Meltveit Kleppa, l'allora Ministro dei Trasporti.

## Date importanti

### Date di apertura

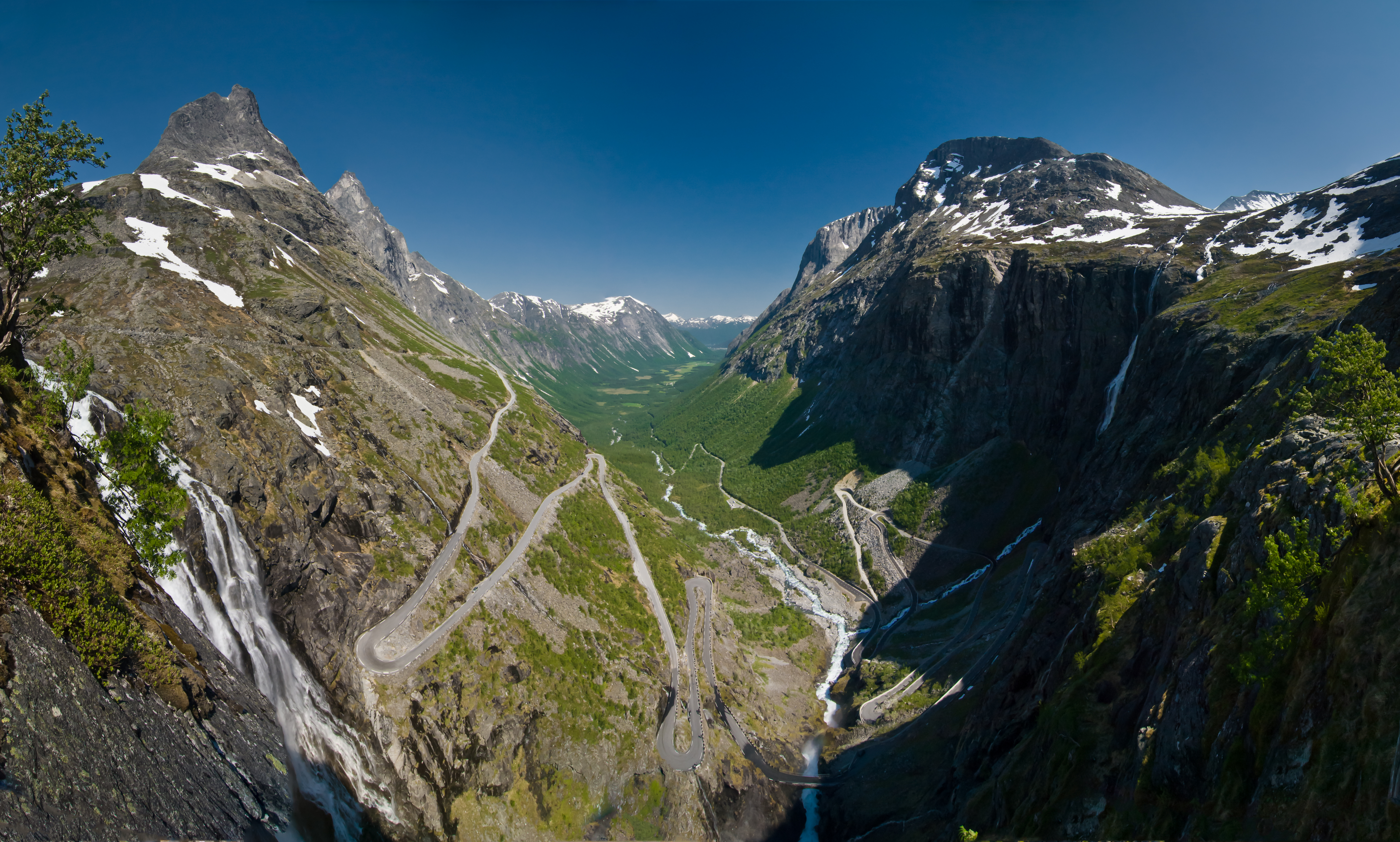
La Trollstigen e la Stigfossen.

- 1940 – Intorno al 24 giugno
- 1988 – 16 maggio
- 1989 – 26 maggio
- 1990 – 12 maggio
- 1991 – 8 maggio
- 1992 – 27 maggio
- 1993 – 27 maggio
- 1994 – 20 maggio
- 1995 – 28 maggio
- 1996 – 24 maggio

- 1997 – 6 giugno
- 1998 – 15 maggio
- 1999 – 14 maggio
- 2000 – 26 maggio
- 2001 – 21 maggio
- 2002 – 23 maggio
- 2003 – 28 maggio
- 2004 – 29 maggio
- 2005 – 1º giugno
- 2006 – 23 maggio

- 2007 – 23 maggio
- 2008 – 27 maggio
- 2009 – 20 maggio
- 2010 – 28 maggio
- 2011 – 13 maggio
- 2012 – 1º giugno[7]
- 2013 – 22 maggio[12]
- 2014 – 8 maggio[13]

### Date di chiusura
- 2005 - 15 novembre
- 2008 – 4 novembre
- 2009 – 23 ottobre (causa valanghe)[14]
- 2010 – 4 novembre
- 2011 – 24 novembre
- 2012 – 5 novembre[15]
- 2013 – 13 novembre[16]
- 2014 – 23 novembre[17]

## Galleria d'immagini

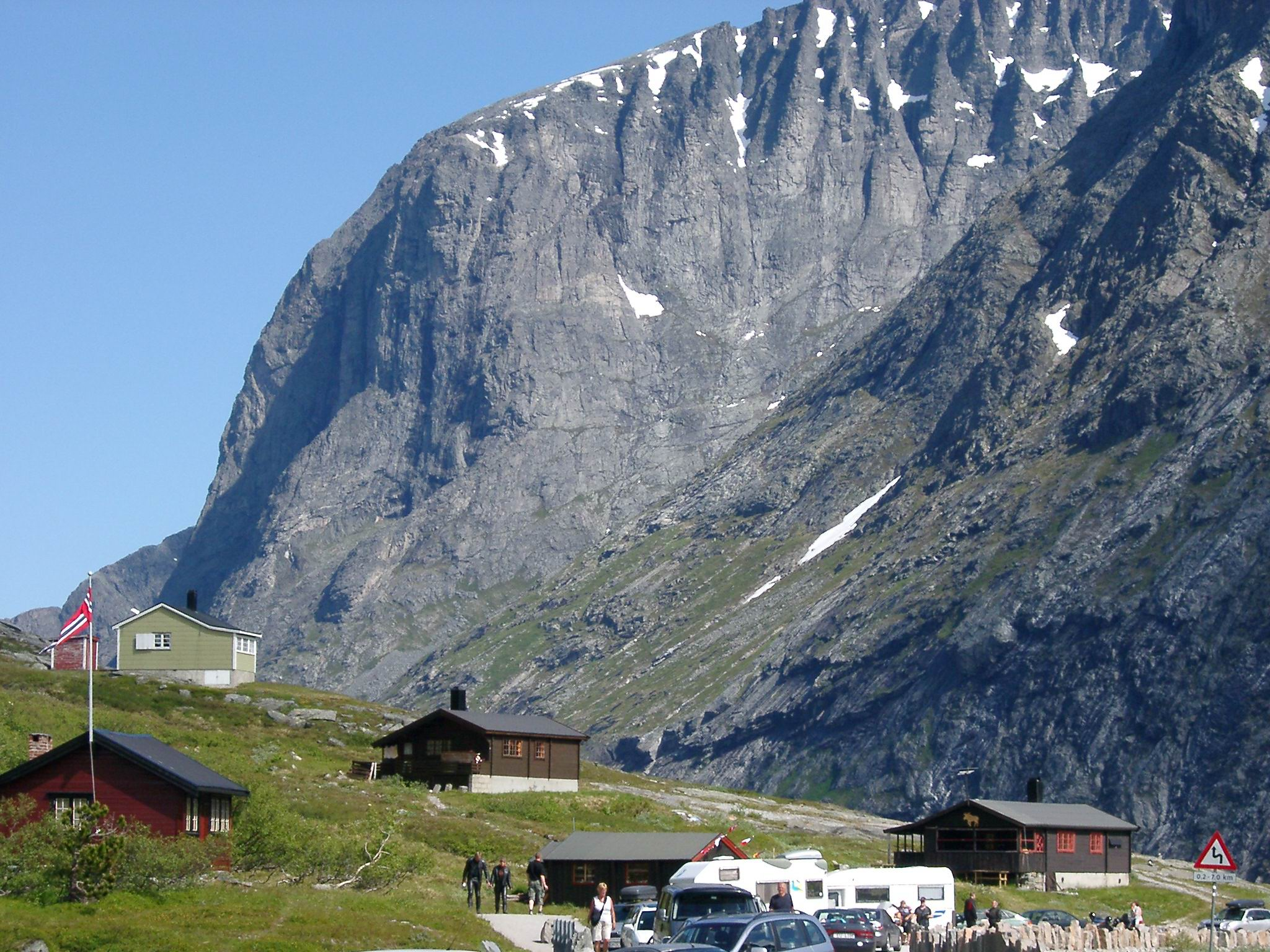
Un negozio sull'altopiano. Sullo sfondo si erge il monte Trollklørne.
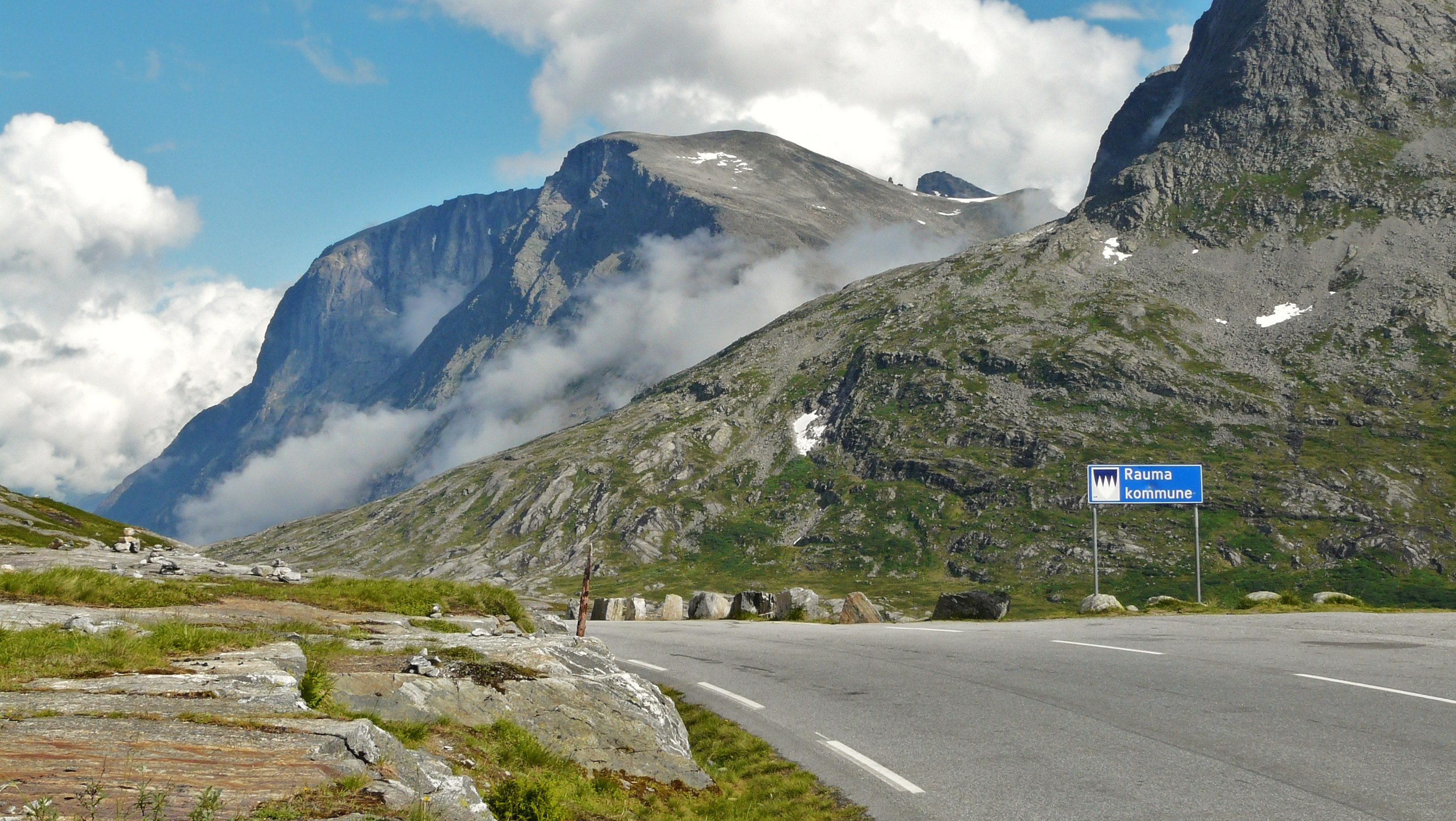
Alnesreset — punto più alto e confine tra le contee Rauma and Norddal.
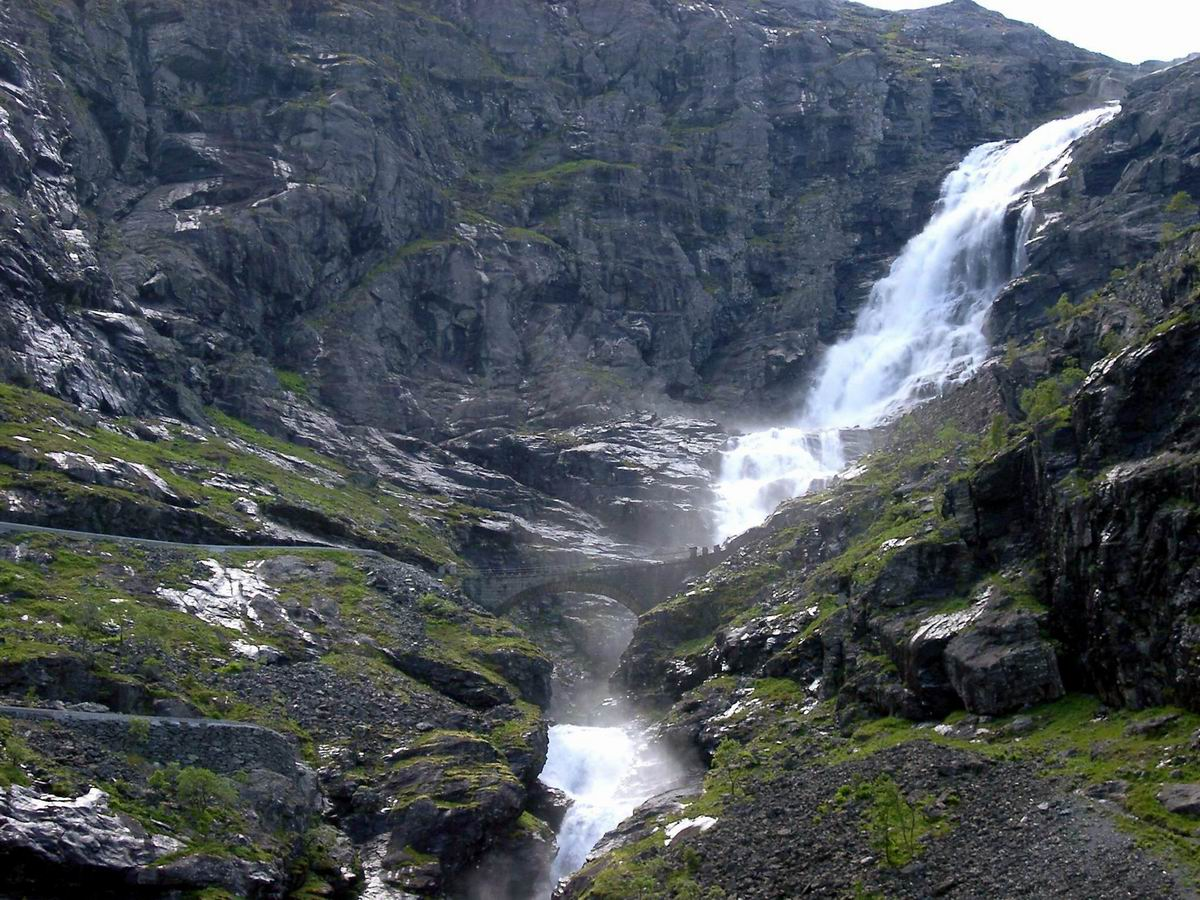
La cascata Stigfossen ed un ponte visti dal basso.
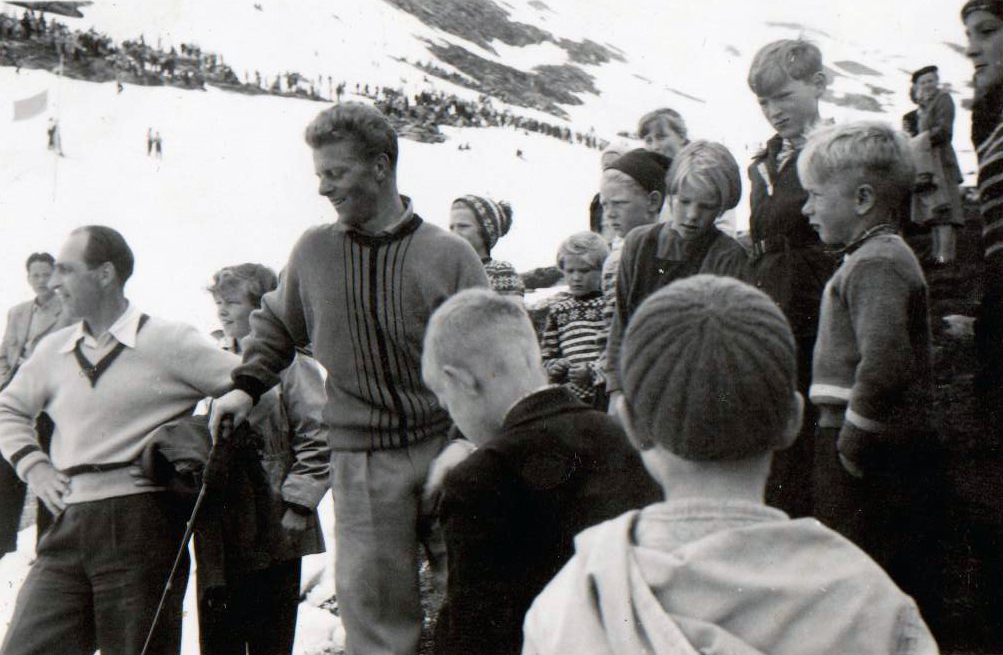
Gara di sci nel 1952 (con l'oro olimpico Stein Eriksen).
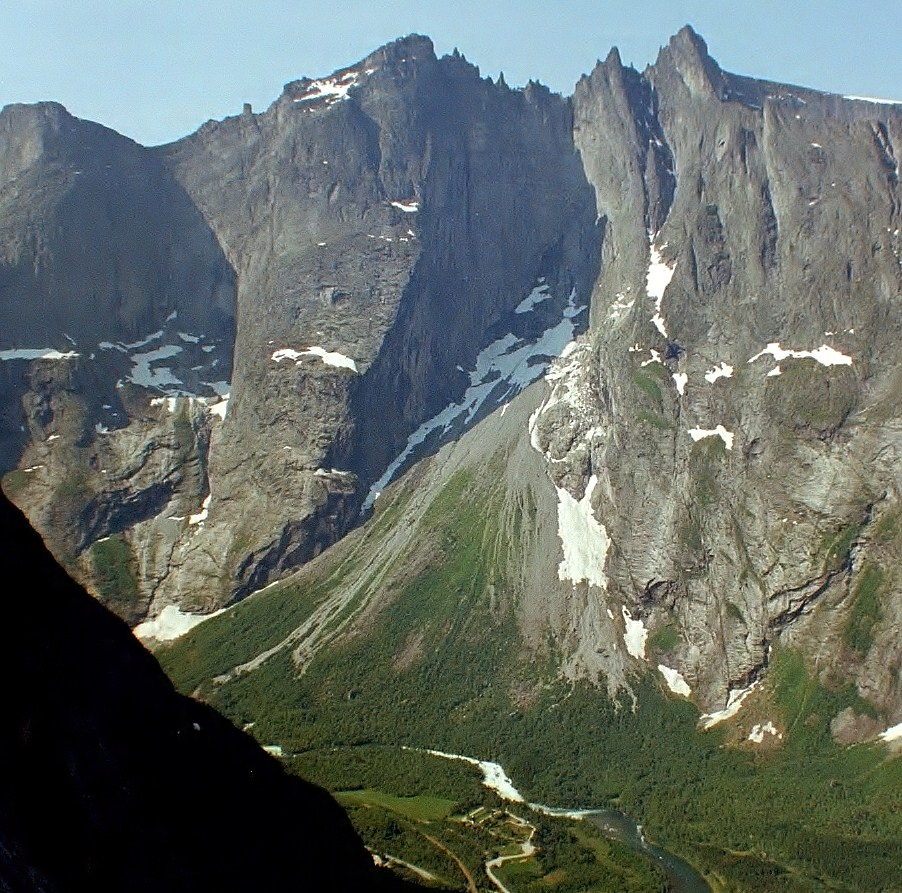
Il monte Store Trolltind.
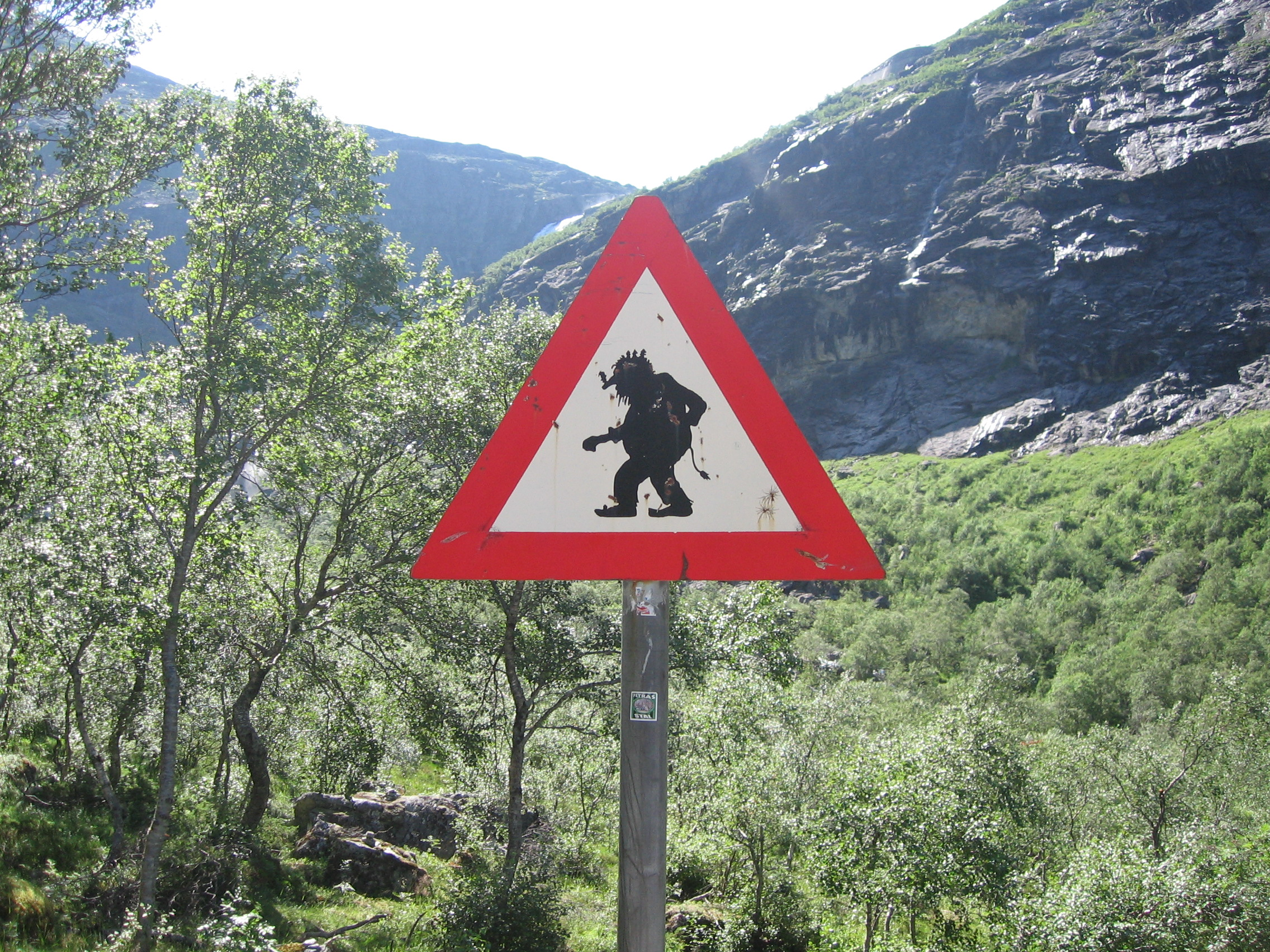
Un simpatico segnale "Attenti ai troll".
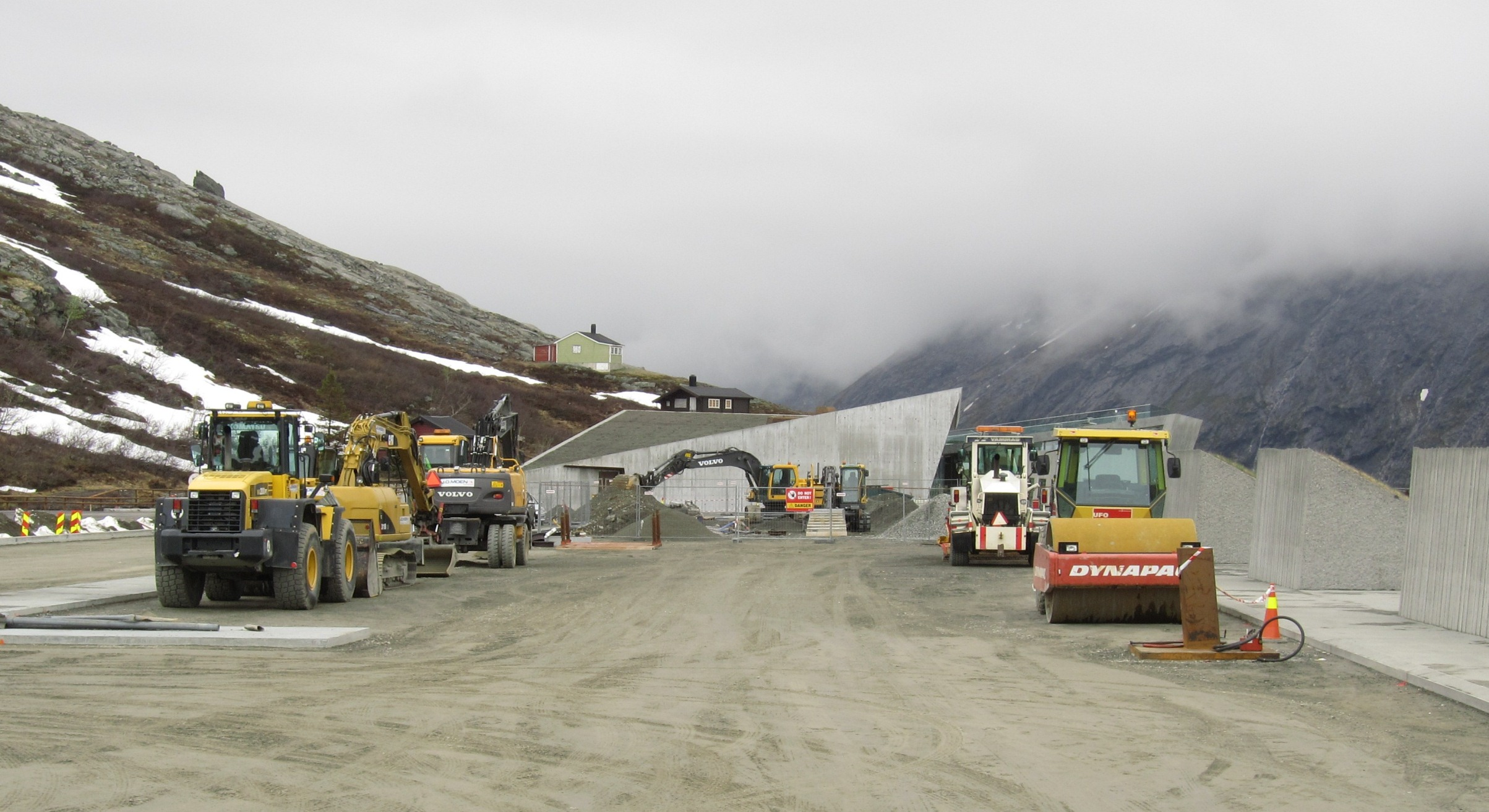
Il nuovo centro visitatori aperto nel giugno 2012.